# 黑紋笛鯛
黑紋笛鯛，為輻鰭魚綱鱸形目鱸亞目笛鯛科的其中一種，分布於西太平洋區，從新幾內亞至大溪地島海域，棲息深度10-36公尺，體長可達35公分，生活在珊瑚礁海域，屬肉食性，可做為食用魚。

## 擴展閱讀
維基物種上的相關：黑紋笛鯛